# Stadio XXI Settembre-Franco Salerno
Lo stadio comunale XXI Settembre-Franco Salerno è un impianto sportivo di Matera. È lo stadio più grande e capiente della Basilicata.

## Descrizione
La copertura si limita alla tribuna centrale. Il campo di gioco è di 105x65 metri ed è in erba naturale. La sua costruzione fu terminata nel 1934, l'ingresso monumentale fu disegnato dall'ingegner Vincenzo Corazza, autore delle maggiori architetture del "ventennio" a Matera. Inizialmente fu chiamato Campo degli sports e dal 1936 Campo sportivo Luigi Razza; nel dopoguerra fu cambiato il nome in Stadio XXI Settembre per ricordare il 21 settembre 1943, data dell'insurrezione di Matera e della strage compiuta dalle truppe tedesche contro la popolazione materana, la prima del Mezzogiorno a essere insorta in armi contro i nazisti. Infine il 16 giugno 2001 è stato co-intitolato a Franco Salerno, presidente del Matera che conquistò la Serie B nella stagione 1979-80. Proprio nel 1979, in occasione di quella promozione, lo stadio fu ristrutturato, con la costruzione delle due curve (tra cui la curva Sud rimasta incompleta) e della gradinata, quest'ultima in sostituzione di quella vecchia che era in tubi Innocenti e di dimensioni molto inferiori, mentre la tribuna centrale risale al 1951 e le tribune laterali al 1968; la capienza totale fu così aumentata a circa 15.000 posti, ridotti progressivamente nel corso degli anni successivi per motivi di sicurezza e ordine pubblico. Con la somma di queste ristrutturazioni, lo stadio ha perso la pista d'atletica di cui originariamente era dotato. Nel 1998 è stato dotato di impianto di illuminazione.

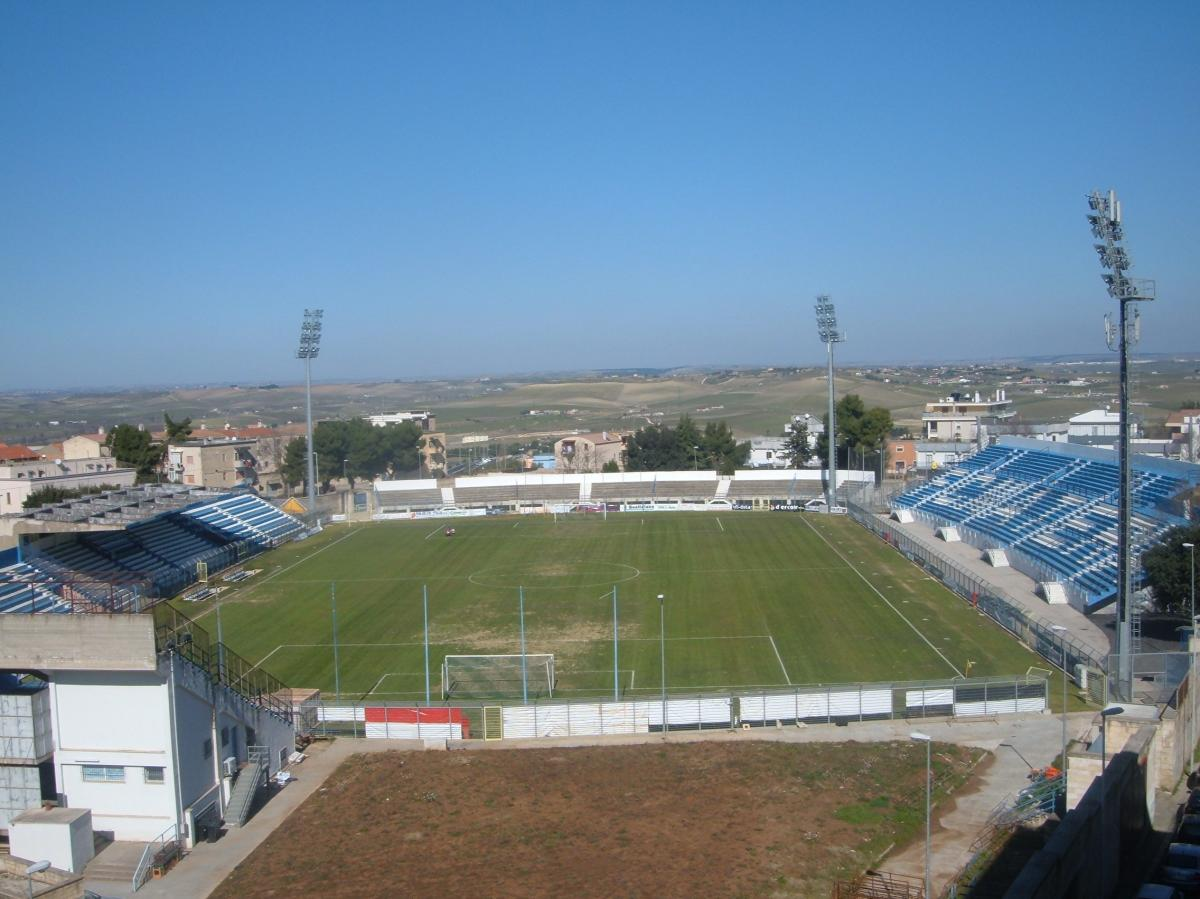
Panoramica dello stadio nel 2009

Il 10 novembre 1995 lo stadio ha ospitato la Nazionale di calcio dell'Italia Under-21 per la gara Italia-Ucraina, terminata 2-1 per l'Italia, valida per le qualificazioni ai Campionati europei di calcio Under 21.
Nell'estate 2008 lo stadio è stato sottoposto ad una serie di interventi di riqualificazione sia funzionali, con la risistemazione di terreno di gioco, panchine, palestra, spogliatoi, bagni, sala stampa e ingressi, che estetici, con la pitturazione della gradinata di azzurro con la scritta bianca F.C. Matera, della curva sud con lo stemma dell'F.C. Matera, e delle tribune con i colori bianco e azzurro.
A partire dal marzo del 2013, in occasione dell'incontro di calcio tra Matera e Foggia, la gradinata è stata intitolata al portiere materano Francesco Mancini, prematuramente scomparso nel 2012.
Lo stadio, dopo la mancata iscrizione del Matera al campionato di Lega Pro Seconda Divisione avvenuta nell'estate del 2011 e dopo aver ospitato per un anno le partite interne dell'U.S.D. Irsinese, ospita le gare interne del Matera Calcio (club che ha rilevato la tradizione sportiva del FC Matera). Inoltre nel mese di giugno lo stadio ospita ogni anno, ad eccezione del 2010, il torneo Coppa Gaetano Scirea, competizione internazionale di calcio giovanile riservata alla categoria under 16 con una prima fase a gironi e successivamente semifinali e finale.
Nell'estate del 2014 sono stati effettuati diversi lavori di ammodernamento, specie volti a rendere nuovamente agibile la curva sud, dopo molti anni di chiusura al pubblico. A novembre del 2014 si è svolta una partita amichevole della Nazionale italiana Under 21 contro i pari età della Danimarca.
Il 25 settembre 2022 Papa Francesco ha celebrato nello stadio XXI Settembre-Franco Salerno la Santa Messa al termine del 27º Congresso eucaristico nazionale svoltosi a Matera dal 22 al 25 settembre.
Nel febbraio 2025 sono partiti i lavori dell'area denominata "Parco del Campo" che prevedono entro la fine del 2026 il rifacimento della gradinata, delle due curve, degli spogliatoi, e in generale di tutta l'area circostante l'impianto, con una capienza complessiva che sarà compresa tra 7000 e 7400 posti.

## Finali disputate

### Coppa Italia Serie D
| Arbitro: | Petroni (Roma) |

|                   |           |  |
| Albano 82’ (rig.) | Marcatori |  |

### Coppa Italia Lega Pro
| Arbitro: | Pillitteri (Palermo) |

|           |           |  |
| Negro 44’ | Marcatori |  |

## Incontri internazionali

### Nazionale U-21
| Arbitro: | Pedersen |

|                         |           |               |
| Ametrano 1’ Amoruso 72’ | Marcatori | 58’ Kosovskyi |

| Arbitro: | Millot |

|  |           |                  |
|  | Marcatori | 82’ Brock-Madsen |

## Incontri di rilievo
| Arbitro: | Trilli (Matera) |

|  |           |                     |
|  | Marcatori | 73’ Siber 85’ Wolny |

| Matera 13 settembre 2000 Amichevole | Materasassi       | 0 – 0 referto | Napoli | Stadio XXI Settembre (4000 spett.)\| Arbitro: \| Spinelli (Matera) \| |
| Arbitro:                            | Spinelli (Matera) |               |        |                                                                       |

## Altri usi

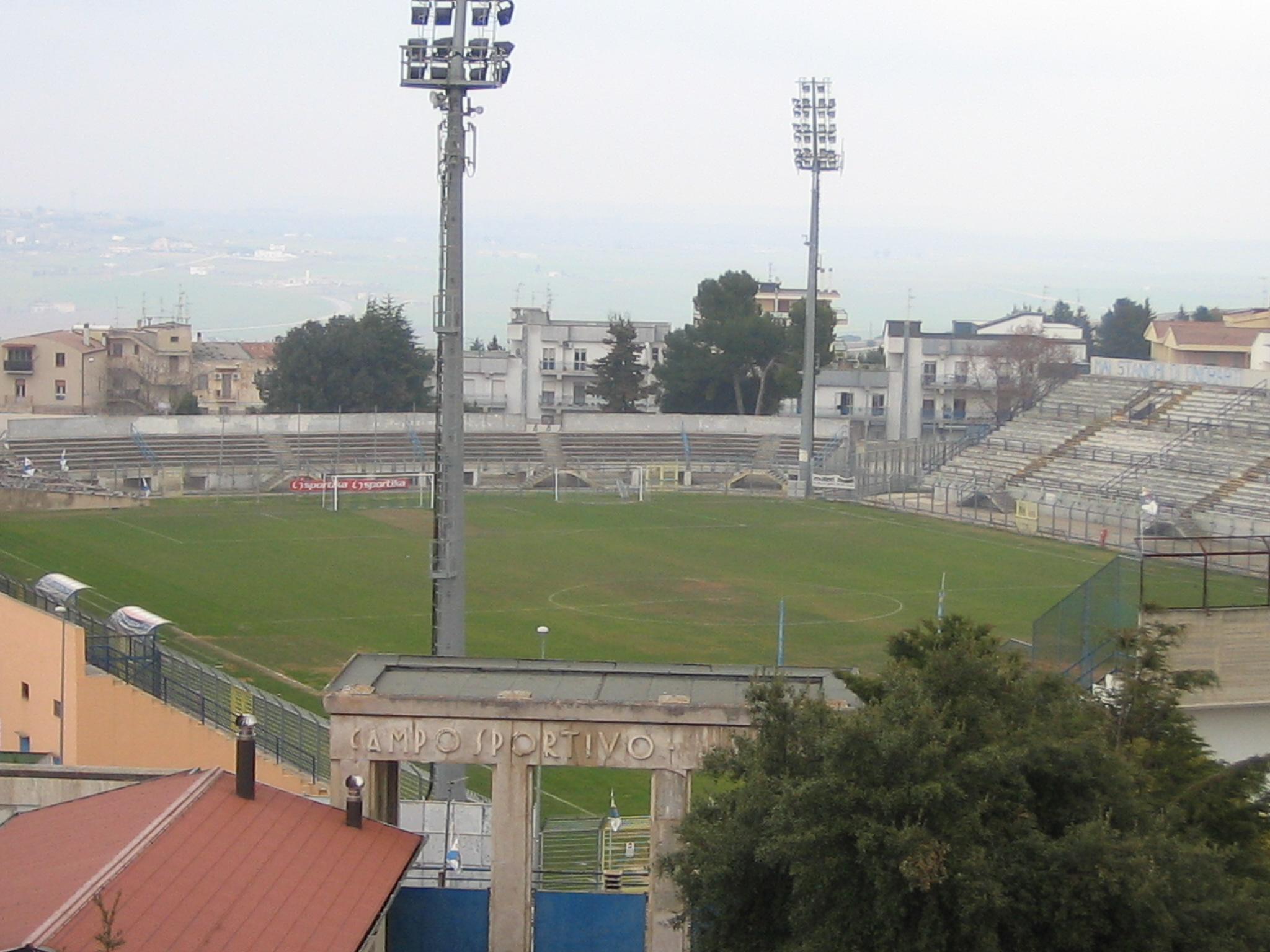
Lo stadio nel 2008

Lo stadio è stato negli anni teatro di diversi concerti musicali tra cui i più importanti sono stati quelli di Pino Daniele, dei Pooh, di Claudio Baglioni, di Mango, di Gué Pequeno e di Ray Charles.

## Settori stadio
- Tribuna stampa
- Tribuna Vip: 88 posti
- Tribuna centrale coperta: 826 posti
- Tribune laterali: 1 426 posti
- Gradinata Franco Mancini: 3 215 posti
- Curva sud: 665 posti
- Curva nord (settore ospiti): 1 270 posti, omologati 600